# Okemah
Okemah ist eine City und gleichzeitig Verwaltungssitz (County Seat) des Okfuskee County im US-Bundesstaat Oklahoma. Das U.S. Census Bureau hat bei der Volkszählung 2020 eine Einwohnerzahl von 3.074 ermittelt.

## Geographie
Die nächstgelegenen Großstadt Tulsa befindet sich ca. 85 Kilometer entfernt im Nordosten. Oklahoma City liegt in einer Entfernung von 115 Kilometern in westlicher Richtung. Der Interstate-40-Highway tangiert Okemah im Süden. Im Westen fließt der North Canadian River.

## Geschichte

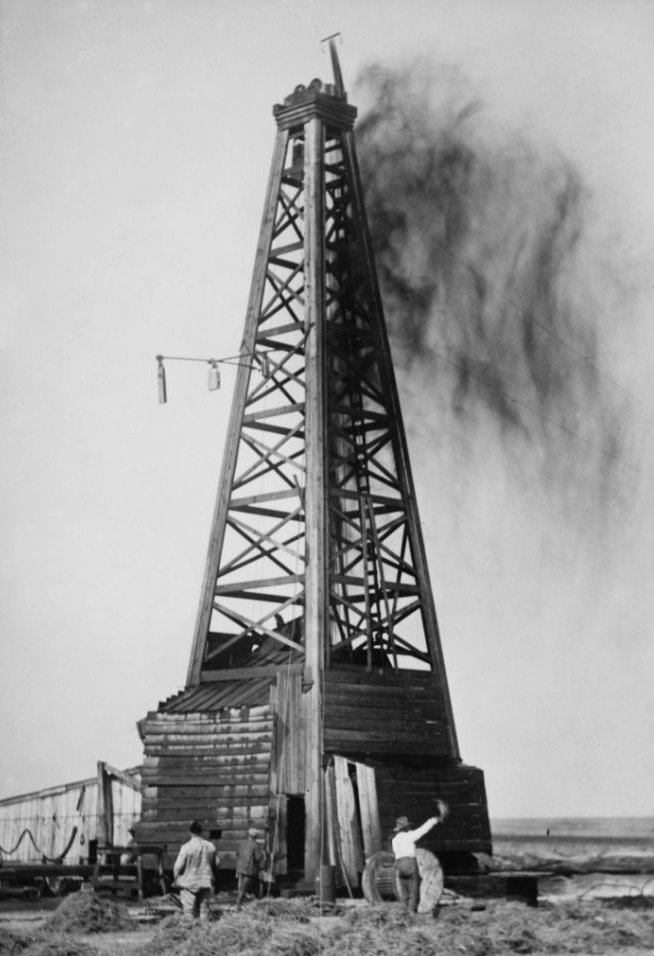
Erdölbohrung in Okemah, 1922

Ureinwohner der Region waren verschiedene Indianerstämme, die überwiegend dem Volk der Creek angehörten. Ab dem Jahr 1902 ließen sich auch nichtindianische Siedler dort nieder. Der Name Okemah wurde zu Ehren eines Indianerhäuptlings gewählt. Die Siedler waren der Ansicht, der Ort sei als Kreuzungspunkt zweier geplanter Eisenbahnlinien verkehrstechnisch günstig gelegen. Die Fort Smith and Western Railroad führte dann auch durch den Ort, die Ozark and Cherokee Central Railway (die später in St. Louis – San Francisco Railway umbenannt wurde) jedoch nicht. Im Jahr 1908 wurde Okemah zum Verwaltungssitz des Okfuskee County bestimmt, was sich günstig auf die Bevölkerungsentwicklung auswirkte. 1922 wurde bei Bohrungen Erdöl gefunden, die Quellen waren aber nicht besonders ergiebig. Das im Jahr 1926 erbaute Okfuskee County Courthouse ist im National Register of Historic Places unter der Nummer „NR 84003377“ aufgeführt. Dort ist auch die Okemah National Guard Armory unter der Nummer „NR 98000734“ gelistet, in der während des Zweiten Weltkriegs zeitweise Kriegsgefangene untergebracht waren.
Ein wichtiger Wirtschaftszweig von Okemah ist seit Beginn des 21. Jahrhunderts die Viehzucht. Die Stadt veranstaltet außerdem im Sommer alljährlich das Woody Guthrie Folk Festival, das sich bei in- und ausländischen Besuchern zunehmender Beliebtheit erfreut und ehrt damit den in Okemah geborenen Folk-Sänger und Songschreiber Woody Guthrie. Das Woody Guthrie House ist im National Register of Historic Places unter der Nr. „NR 75001569“ gelistet.

## Lynchmorde
Im Jahr 1911 kam es in Okemah zu einem doppelten Lynchmord. Die Afroamerikanerin Laura Nelson und ihr Sohn Lawrence wurden beschuldigt, den stellvertretenden Sheriff von Okemah erschossen zu haben. Sie wurden in Gewahrsam genommen und wegen Mordes angeklagt. Bevor es zu einem ordentlichen Gerichtsverfahren kam, wurden sie und ihr Sohn in der Nacht von einem Mob weißer Männer aus ihren Zellen entführt und beide an einer Eisenbahnbrücke über dem North Canadian River gehängt. Danach wurden, wie zu jener Zeit gängige Praxis, aus heutiger Sicht entwürdigende und grausame Fotos der toten Laura und des toten Lawrence Nelson sowie der Brücke mit den Gehängten angefertigt und als Postkarten verwendet.

## Demografische Daten
Im Jahr 2014 wurde eine Einwohnerzahl von 3252 Personen ermittelt, was einen Zuwachs um 7,0 % gegenüber dem Jahr 2000 bedeutet. Das Durchschnittsalter der Bewohner lag im Jahr 2014 mit 34,9 Jahren unter dem Durchschnittswert von Oklahoma, der 36,2 Jahre betrug. Der Anteil der auf die Ureinwohner zurückzuführenden Einwohner betrug zu diesem Zeitpunkt 23,6 %.

## Söhne und Töchter der Stadt
- Allen Edward Barrow (1914–1979), Bundesrichter
- Woody Guthrie (1912–1967), Folk-Sänger
- William R. Pogue (1930–2014), Astronaut